# Csongrádi Kónya-szék
Csongrádi Kónya-szék este o arie protejată (arie specială de conservare — SAC, sit de importanță comunitară — SCI) din Ungaria întinsă pe o suprafață de 455,96 ha, integral pe uscat.

## Localizare
Centrul sitului Csongrádi Kónya-szék este situat la coordonatele 46°41′41″N 20°02′18″E / 46.694722°N 20.038333°E.

## Înființare
Situl Csongrádi Kónya-szék a fost declarat sit de importanță comunitară în mai 2004 pentru a proteja 1 specie de plante și 1 specie de animale. Situl a fost protejat și ca arie specială de conservare în februarie 2010.

## Biodiversitate
Situată în ecoregiunea panonică, aria protejată conține 2 habitate naturale: Stepe și mlaștini sărate panonice, Pajiști stepice panonice pe loess.
La baza desemnării sitului se află mai multe specii protejate:
- plante (1): Cirsium brachycephalum
- amfibieni (1): buhai de baltă cu burta roșie (Bombina bombina)

Pe lângă speciile protejate, pe teritoriul sitului au mai fost identificate 6 specii de plante, 4 specii de păsări, 5 specii de amfibieni, 3 specii de mamifere, 3 specii de reptile.